# 穆朗斯
穆朗斯（法語：Mourens，法語發音：[muʁɛ̃s]）是法国吉伦特省的一个市镇，属于朗贡区。该市镇总面积10.63平方公里，2009年时的人口为396人。

## 人口
穆朗斯人口变化图示